# Gabelmann

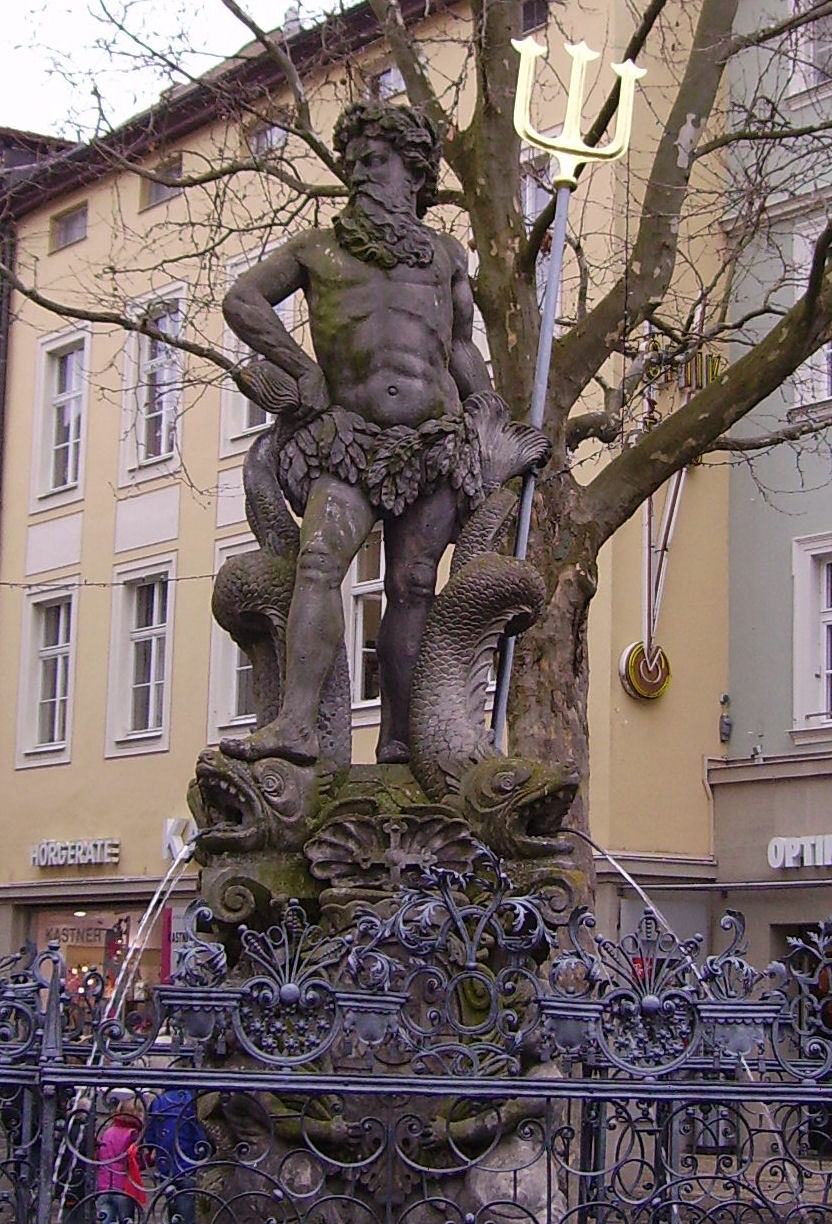
Gabelmann

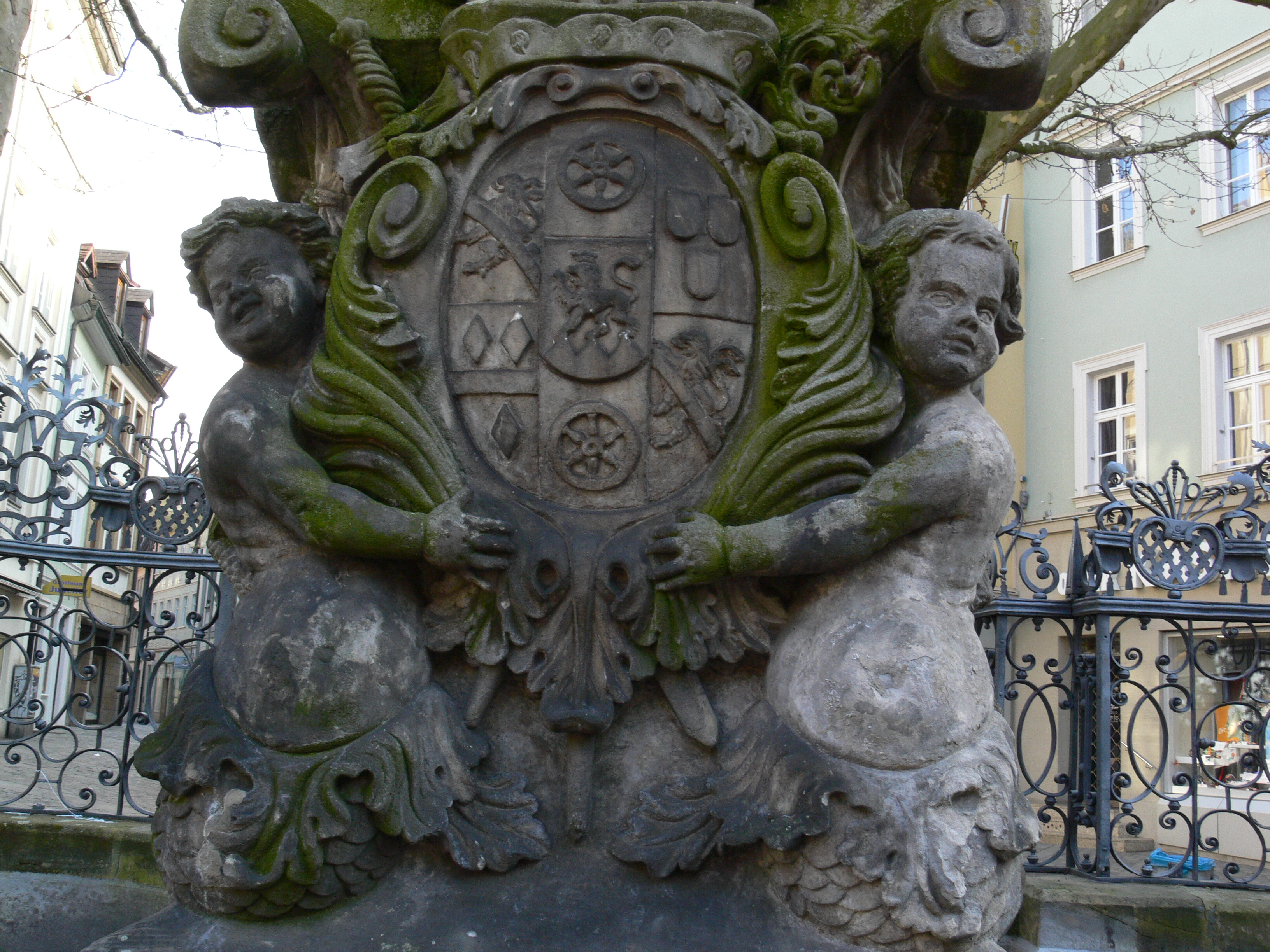
Wappen

Der Gabelmann-Brunnen (fränkisch: Goblmoo) ist ein barocker Brunnen mit der Darstellung des römischen Meeresgottes Neptun in der Bamberger Altstadt.
Der Bamberger Volksmund nennt die Neptunfigur wegen ihres Dreizacks „Gabelmann“. Der Platz unterhalb des Brunnens ist ein beliebter Treffpunkt in der Bamberger Fußgängerzone.

## Geschichte
Bereits seit 1337 steht an dieser Stelle ein Brunnen zur Wasserversorgung der Bevölkerung. Bedeutsam ist, dass die Wasserleitungen aus innen ausgehöhlten Baumstämmen besteht. Diese Holzrohre wurden von einer Quelle am Stephansberg, quer durch die Stadt und sogar unter der Regnitz bis an den Grünen Markt verlegt.
Ludwig Krug, Ratsherr in Bamberg zog im ersten Viertel des 16. Jahrhunderts nach Nürnberg, wo er auch verstarb. Seiner Heimatstadt vermachte er testamentarisch 800 Gulden zur Errichtung eines Brunnens. Nachdem die Stadt Nürnberg sich weigerte, das Geld auszubezahlen, wurde dieser Betrag – versteckt in einer Salzscheibe – von den Krugschen Testamenterien nach Bamberg verbracht.
Jedoch erst 1566 verwirklichte der Rat der Stadt Bamberg den letzten Willen seines ehemaligen Mitglieds und ließ durch Meister Jorg Walbergk von Dressen, damals Bürger in Kulmbach, einen Brunnen errichten. Dies war ein fahnentragender Brunnen. Die Neptunstatue entstand 1698.

## Literarischer Niederschlag

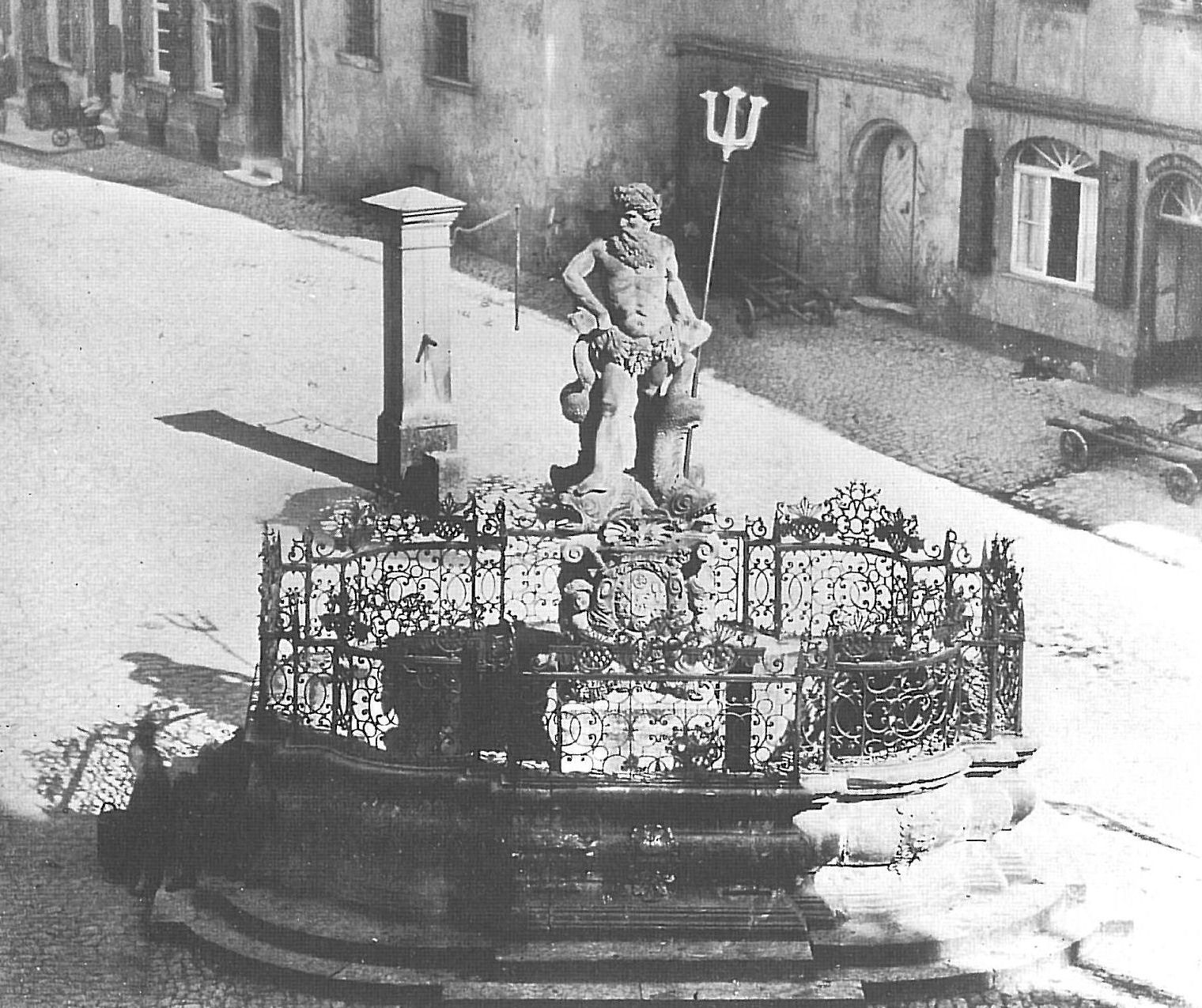
Alois Erhardt: Gabelmann, 1886

Gabelmann war der Name einer Alternativzeitung in den 1980er Jahren, die für ihren engagierten Journalismus den Theodor-Heuss-Preis erhielt.
Der Bamberger Mundartdichter Hans Morper erwähnte den Gabelmann in mehreren Gedichten, so wie in diesem:

Hei, do steht der Gobl-Mo!

Außn is a Gitter dro.

Inna drinna, aus vier Röhrn. 

tonn sie a weng Wasser möhrn; 

wenns glitzert in der Sunna,

dann merkst, des is a Brunna!

(Übertragung: Hei da steht der Gabelmann! Außen ist ein Gitter dran. Innen, aus vier Röhren, drücken sie ein wenig Wasser; wenn es in der Sonne glitzert, dann merkst du, dass es ein Brunnen ist.)